# Сежпути-Млоде
Сежпути-Млоде (пол. Sierzputy Młode) — село в Польщі, у гміні Ломжа Ломжинського повіту Підляського воєводства.
Населення — 99 осіб (2011).
У 1975-1998 роках село належало до Ломжинського воєводства.

## Демографія
Демографічна структура станом на 31 березня 2011 року:
|          | Загалом | Допрацездатний вік | Працездатний вік | Постпрацездатний вік |
| -------- | ------- | ------------------ | ---------------- | -------------------- |
| Чоловіки | 48      | 13                 | 29               | 6                    |
| Жінки    | 51      | 13                 | 27               | 11                   |
| Разом    | 99      | 26                 | 56               | 17                   |